# (4574) Yoshinaka
(4574) Yoshinaka es un asteroide perteneciente al cinturón de asteroides, descubierto el 20 de diciembre de 1986 por Tsuneo Niijima y el astrónomo Takeshi Urata desde el Ojima Observatory, Ojima, Japón.

## Designación y nombre
Designado provisionalmente como 1986 YB. Fue nombrado Yoshinaka en honor a Kiso Yoshinaka comandante militar de Japón en la era Heian. Era primo hermano de Minamoto Yoritomo. Una vez Yoshinaka rompió las fuerzas Taira e invadió Kyoto, la capital de Japón, fue llamado "General Asahi, el sol naciente".

## Características orbitales
Yoshinaka está situado a una distancia media del Sol de 2,998 ua, pudiendo alejarse hasta 3,299 ua y acercarse hasta 2,698 ua. Su excentricidad es 0,100 y la inclinación orbital 8,709 grados. Emplea 1896 días en completar una órbita alrededor del Sol.

## Características físicas
La magnitud absoluta de Yoshinaka es 12,2. Tiene 12,071 km de diámetro y su albedo se estima en 0,143.